# Lesen ohne Atomstrom
Lesen ohne Atomstrom ist ein nicht-kommerzielles, internationales Literaturfestival, das seit 2011 jährlich im Frühjahr in Hamburg stattfindet und zudem über das Jahr verteilt Literaturveranstaltungen zu gesellschaftlichen und politischen Anlässen anbietet. Bei dem Festival engagieren sich Schriftsteller und Künstler gemeinsam für die Beschleunigung des Atomausstiegs und für die Energiewende.

## Geschichte

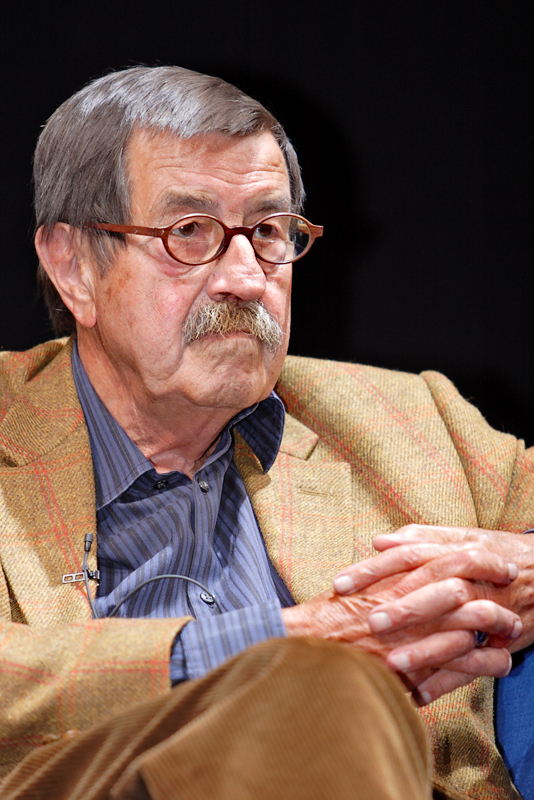
Literaturnobelpreisträger gegen Atomstrom: Günter Grass. Er las 2011 bei der ersten Veranstaltung aus Mein Jahrhundert.

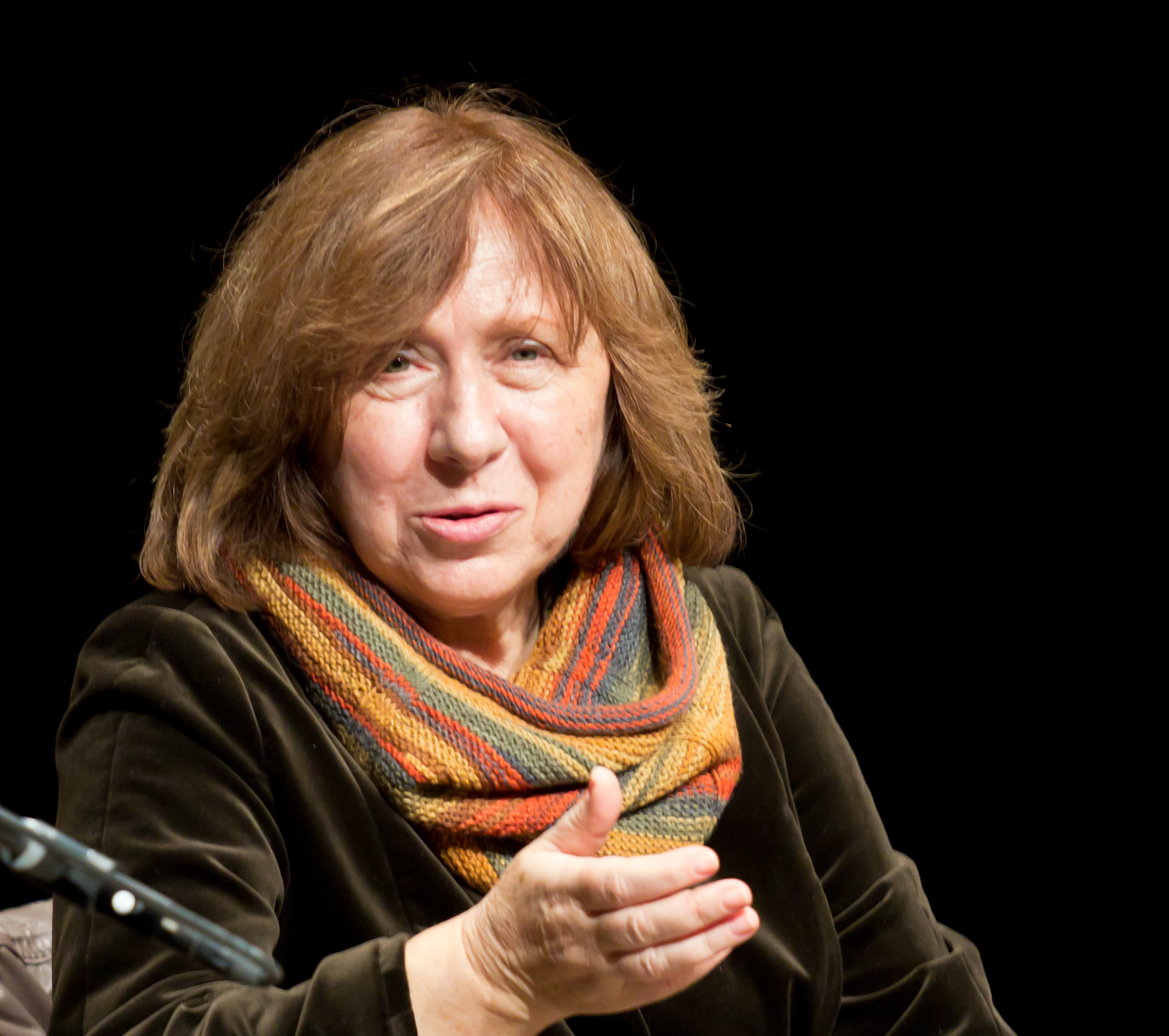
Literaturnobelpreisträgerin gegen Atomstrom: Swetlana Alexijewitsch. Sie las 2017 aus Tschernobyl. Eine Chronik der Zukunft.

Gegründet wurde Lesen ohne Atomstrom Ende 2010 gemeinsam von Autoren und Lesern, unter anderem von den Schriftstellern Feridun Zaimoglu, Nina Hagen und Günter Grass, Fernsehjournalist Oliver Neß und Medienunternehmer Frank Otto. Seither wird Lesen ohne Atomstrom von einer Bürgerinitiative und dem gemeinnützigen Verein Kultur für alle! e. V. organisiert. Die ersten Lesungen mit Nina Hagen und Günter Grass fanden im April 2011 vor dem Atomkraftwerk des Unternehmens Vattenfall in Krümmel bei Hamburg statt. Grass las aus Mein Jahrhundert die Erzählung für das Jahr 1955, in der ein Mann, Abteilungsleiter im Katasteramt, aus Atomfurcht im Garten einen Schutzraum baut und dabei ums Leben kommt.
In acht Jahren waren bei 73 Veranstaltungen mehr als 30.000 Zuschauer, die Zuschauerauslastung beträgt jedes Jahr deutlich über 100 Prozent.
Die Gründung des Literaturfestivals war die Reaktion auf die Vattenfall Lesetage des Energieversorgers Vattenfall, die von der Hamburger Landesregierung unterstützt wurden. Das Unternehmen setzt auf Atom- und Kohlekraft. Für sein Kultursponsoring wurde es kritisiert. Schirmherr 2012 von Lesen ohne Atomstrom war Jakob von Uexküll, Begründer des Right Livelihood Award.
Aus der öffentlichen Kontroverse um die Vattenfall-Lesetage gründeten sich die Erneuerbaren Lesetage, der Namenszusatz von Lesen ohne Atomstrom, als Festival der Künstler und Autoren. 2013 kam es zu einem Eklat, als die Kuratorin der Vattenfall-Lesetage versuchte, Lesen ohne Atomstrom als linksradikal zu diskreditieren. Beispielsweise schrieb sie an Jakob Augstein: „Das Bündnis aus autonomen Aktivisten, Öko-Saft-Produzenten und Fernseh-Promis tritt an, ein Literaturfestival dem Boden gleichzumachen. Und Sie sind dabei.“ Die Direktorin der Stiftung Hamburger Öffentliche Bücherhallen, Hella Schwemer-Martienßen, wurde von Vattenfall selbst aufgefordert, ihre Unterstützung für Lesen ohne Atomstrom einzustellen: „Im November 2012 bekamen wir Besuch einer fünfköpfigen Vattenfall-Delegation, darunter ein Vorstandsmitglied“, erinnerte sie sich, „Sie haben uns sehr intensiv ersucht, die Kooperation aufzugeben.“ Nachdem diese Anfeindungen publik geworden waren und auch die politischen Parteien anfingen, sich damit zu beschäftigen, stellte Vattenfall das Festival ein.
Zwei Dutzend Schriftsteller begrüßten in einer öffentlichen Erklärung unter der Überschrift „Für die Unabhängigkeit der Literatur“ das „Ende des Kulturmissbrauchs“ und erklärten Lesen ohne Atomstrom zum „Gewinn für die Literatur“. Günter Grass sagte: „Vor und nach dem Vatten-Fall gab und gibt es Literatur“, Jan Brandt: „Endlich ist es vorbei mit der strahlenden Kulturförderung in Hamburg.“, Konstantin Wecker: „Ich finde es großartig, dass der Kulturstadt Hamburg der Kulturmissbrauch durch die Atomindustrie ab jetzt erspart bleibt.“, Frank Schätzing: „Da die Energiewende auf sich warten lässt, freuen wir uns umso mehr über die Literaturwende.“
2017 wurde „Lesen ohne Atomstrom“ mit der belarussischen Literaturnobelpreisträgerin Swetlana Alexijewitsch eröffnet. In zwei Veranstaltungen ging es um ihren Roman Tschernobyl. Eine Chronik der Zukunft, aus dessen russischsprachigem Original sie selbst und Thomas Quasthoff in Hamburg und Barbara Auer in Lübeck aus der deutschen Übersetzung lasen.
2021 fand das Festival trotz Theaterschließungen und Zuschauerverbots in Folge der Corona-Pandemie als Hybridveranstaltung statt: Moderiert aus der zum Fernsehstudio umgebauten Hamburger Akademie der Künste nahmen internationale Gäste, die zugesagt hatten nach Hamburg zu kommen, live per Videostream teil. Unter ihnen waren die afghanische Autorin Parwana Amiri, die aus einem griechischen Flüchtlingslager zugeschaltet war, Japans Ex-Premierminister Naoto Kan war in Tokio dabei, Palermos Bürgermeister Leoluca Orlando aus seinem Regierungssitz, Schriftsteller Behrouz Boochani aus Neuseeland, Großbritanniens Königlicher Astronom Martin Rees aus Cambridge, Vandana Shiva in Neu-Delhi oder Ex-Club-of-Rome-Generalsekretär Graeme Maxton in Taiwan. Die zehn Veranstaltungen mit 44 Autoren und Künstlern wurden als Livestream gesendet.
Die Lesereihe beging ihre 10. Jubiläumsveranstaltungen, von denen viele auch Live auf YouTube übertragen wurden, vom 1. bis 10. März 2023. Begonnen hatte es bereits mit einem Prolog der Udo Lindenberg Stiftung am 17. Februar. Die zehnte Ausgabe von Hamburgs unabhängigem Literaturfestival wurde mit dem Zitat von Hermann Hesse „Damit das Mögliche entsteht, muss immer  wieder  das Unmögliche versucht werden“ überschrieben. Zum Festival selbst kündigte Mitbegründer Frank Otto in einem Interview an: "Startklar für zehn Tage Party zum Atomausstieg".

## Konzept
Bei Lesen ohne Atomstrom gibt es keine klassischen Lesungen, bei denen ein Autor aus seinem Buch vorträgt. Vielmehr präsentiert das Festival gemeinsam mit Schriftstellern, Dramaturgen und Schauspielern stets eigene Arrangements von Literatur mit dafür zusammengestellten Künstler- und Autorenensembles – so werden Literaturklassiker oder aktuelle Bestseller als szenische Lesungen arrangiert und von Schauspielern dargeboten. Ebenso treten Schriftsteller gemeinsam auf, um ihre Werke und gesellschaftliche Themen zu diskutieren.
So waren bei Lesen ohne Atomstrom Nobelpreisträger wie Swetlana Alexijewitsch oder Günter Grass dabei, Grammy-Preisträger Thomas Quasthoff ebenso wie zahlreiche Film- und Rockstars, UN-Diplomaten und Bestseller-Autoren.
Für Lesen ohne Atomstrom kommen Autoren aus aller Welt nach Hamburg wie Japans Ex-Premier Naoto Kan aus Tokio, Auma Obama aus Nairobi, Wikileaks-Mitbegründerin Birgitta Jónsdóttir aus Reykjavík oder der Ökonom Dennis Meadows (Die Grenzen des Wachstums) aus Boston.
Insgesamt sind in acht Jahren rund 300 Autoren und Künstler für Lesen ohne Atomstrom aufgetreten, in den ersten fünf Jahren honorarfrei, seit 2016 bieten die Organisatoren jedem Kulturschaffenden eine Aufwandsentschädigung an.
Der Großteil des von Förderern bereitgestellten Etats wird für Festival-Werbung und seine Forderung nach einem beschleunigten Atomausstieg verwendet. Jährlich organisiert der Verein Kultur für alle eine Werbekampagne mit bis zu einer halben Million Programmheften als Beilagen von Tages- und Wochenzeitungen, Tausenden Plakaten im Straßenbild und großformatigen Zeitungsanzeigen.

## Finanzierung
Lesen ohne Atomstrom ist ein nicht-kommerzielles Festival und versteht sich als politische Aktion der Zivilgesellschaft. Der Eintritt ist frei. Der Kultur für alle! e. V. verzichtet auf staatliche und städtische Förderung. Parteien und parteinahe Stiftungen sind von der Beteiligung ebenfalls ausgeschlossen. Sie alle stünden laut Veranstalter in einem engen Verhältnis zur Atomlobby.
Der Festivaletat wird größtenteils von stillen Förderern bereitgestellt. Den immateriellen Beitrag leisten mehrere Dutzend Bürger und Unternehmen. Theater, Veranstaltungszentren oder Fußballprofiklubs wie Hamburger SV und FC St. Pauli stellen ihre Häuser mietfrei für Lesen ohne Atomstrom zur Verfügung.

## Herausgeberschaften
Lesen ohne Atomstrom betätigt sich gelegentlich als Herausgeber beziehungsweise als Mitherausgeber, so geschehen bei:
- Inside Fukushima des investigativen Journalisten Tomohiko Suzuki, mit einem Vorwort von Günter Wallraff sowie einem Nachwort von Sebastian Pflugbeil (Mitherausgeberschaft)[21]
- Act now! Reflexionen in existenziellen Zeiten mit Essays von Swetlana Alexijewitsch, Dennis Meadows, Ai Weiwei, Martin Rees, Autorin Tima Kurdi,  Behrouz Boochani, Jan Ilhan Kizilhan, Mojib Latif, Vandana Shiva, Friedensaktivist Akira Kawasaki, Eckart von Hirschhausen, Daniel Dahm, Beate Klarsfeld, Luc Jochimsen, Jean Ziegler, Fürst Albert II. (Monaco), Hanna Poddig, den Seenotrettern Pia Klemp und Dariush Beigui, Ugandas Fridays-for-Future-Gründerin Hilda Nakabuye und ihrer Berliner Mitstreiterin Franziska Wessel, Boualem Sansal, Graeme Maxton, Ole von Uexküll, Leoluca Orlando, Donatella Di Cesare und Parwana Amiri, geflüchtet aus Afghanistan und ehemalige Insassin des Lagers Moria.[22]
- “Grenzenlose Gewalt” Der unerklärte Krieg der EU gegen Flüchtende vom Autorinnenkollektiv Meuterei mit einem Nachwort von Donatella Di Cesare[23]
- "AUS!" Eine historische Bewegung und die Kultur des Widerstands. Ziviler Ungehorsam schaltet Deutschlands Atomkraft AUS! Aufgeschrieben von Wolfgang Ehmke, Hanna Poddig, Carola Rackete, Wladimir Sliwjak, Eva Stegen, Henning Venske und Detlef zum Winkel.[24]